# Stany Zjednoczone na Zimowych Igrzyskach Olimpijskich 1976
Stany Zjednoczone na Zimowych Igrzyskach Olimpijskich 1976 reprezentowało 106 zawodników: 76 mężczyzn i 30 kobiet. Był to dwunasty start reprezentacji Stanów Zjednoczonych na zimowych igrzyskach olimpijskich.

## Zdobyte medale
| Medal  | Zawodnik                       | Dyscyplina            | Konkurencja             | Rezultat     |
| ------ | ------------------------------ | --------------------- | ----------------------- | ------------ |
| Złoto  | Dorothy Hamill                 | Łyżwiarstwo figurowe  | Solistki                | 193,80 pkt   |
| Złoto  | Peter Mueller                  | Łyżwiarstwo szybkie   | Bieg na 1000 m mężczyzn | 1:19,32 min  |
| Złoto  | Sheila Young                   | Łyżwiarstwo szybkie   | Bieg na 500 m kobiet    | 42,76 s      |
| Srebro | Bill Koch                      | Biegi narciarskie     | Bieg na 30 km mężczyzn  | 1:30:57,84 h |
| Srebro | Leah Poulos                    | Łyżwiarstwo szybkie   | Bieg na 1000 m kobiet   | 1:28,57 min  |
| Srebro | Sheila Young                   | Łyżwiarstwo szybkie   | Bieg na 1500 m kobiet   | 2:17,06 min  |
| Brąz   | Daniel Immerfall               | Łyżwiarstwo szybkie   | Bieg na 500 m mężczyzn  | 39,54 s      |
| Brąz   | Sheila Young                   | Łyżwiarstwo szybkie   | BIeg na 1000 m kobiet   | 1:29,14 min  |
| Brąz   | Cindy Nelson                   | Narciarstwo alpejskie | Slalom specjalny kobiet | 1:47,50 min  |
| Brąz   | Colleen O’Connor, James Millns | Łyżwiarstwo figurowe  | Tańce na lodzie         | 202,64 pkt   |

## Skład kadry

### Biathlon
Mężczyźni
| Zawodnik                                                | Konkurencja         | czas biegu               | Kary                     | Łączny czas              | Pozycja                  |
| ------------------------------------------------------- | ------------------- | ------------------------ | ------------------------ | ------------------------ | ------------------------ |
| Lyle Nelson                                             | Bieg na 20 km       | 1:15:27,50               | 10:00                    | 1:25:27,50               | 35.                      |
| Martin Hagen                                            | Bieg na 20 km       | 1:20:49,20               | 8:00                     | 1:28:49,20               | 47.                      |
| Peter Dascoulias                                        | Bieg na 20 km       | Nie ukończył konkurencji | Nie ukończył konkurencji | Nie ukończył konkurencji | Nie ukończył konkurencji |
| Lyle Nelson Dennis Donahue John Morton Peter Dascoulias | Sztafeta 4 × 7,5 km | 2:10:17,72               | 4                        | 2:10:17,72               | 11.                      |

### Biegi narciarskie
Mężczyźni
| Zawodnik                                                  | Konkurencja        | czas                     | Pozycja                  |
| --------------------------------------------------------- | ------------------ | ------------------------ | ------------------------ |
| Bill Koch                                                 | Bieg na 15 km      | 45:32,22                 | 6.                       |
| Timothy Caldwell                                          | Bieg na 15 km      | 47:33,59                 | 37.                      |
| Douglas Peterson                                          | Bieg na 15 km      | 49:00,98                 | 54.                      |
| Ronald Yeager                                             | Bieg na 15 km      | 48:58,16                 | 52.                      |
| Timothy Caldwell                                          | Bieg na 30 km      | 1:35:57,97               | 27.                      |
| Bill Koch                                                 | Bieg na 30 km      | 1:30:57,84               | srebro                   |
| Christopher Haines                                        | Bieg na 30 km      | 1:40:58,43               | 52.                      |
| Bela Bodnar                                               | Bieg na 30 km      | 1:43:10,73               | 59.                      |
| Bill Koch                                                 | Bieg na 50 km      | 2:44:34,69               | 13.                      |
| Christopher Haines                                        | Bieg na 50 km      | Nie ukończył biegu       | Nie ukończył biegu       |
| Stanley Dunklee                                           | Bieg na 50 km      | 2:51:26,28               | 36.                      |
| Timothy Caldwell                                          | Bieg na 50 km      | Nie ukończył konkurencji | Nie ukończył konkurencji |
| Douglas Peterson Timothy Caldwell Bill Koch Ronald Yeager | Sztafeta 4 × 10 km | 2:11:41,35               | 6.                       |

Kobiety
| Zawodnik                                               | Konkurencja       | czas                | Pozycja             |
| ------------------------------------------------------ | ----------------- | ------------------- | ------------------- |
| Martha Rockwell                                        | Bieg na 5 km      | 17:33,07            | 28.                 |
| Jana Hlavaty                                           | Bieg na 5 km      | 18:21,21            | 35.                 |
| Terry Porter                                           | Bieg na 5 km      | 19:36,93            | 39.                 |
| Lynn von der Heide-Spencer-Galanes                     | Bieg na 5 km      | Nie ukończyła biegu | Nie ukończyła biegu |
| Martha Rockwell                                        | Bieg na 10 km     | 34:21,34            | 36.                 |
| Jana Hlavaty                                           | Bieg na 10 km     | 34:48,88            | 37.                 |
| Twila Hinkle                                           | Bieg na 10 km     | 36:35,49            | 42.                 |
| Marguerite Mahoney                                     | Bieg na 10 km     | 37:07,18            | 43.                 |
| Martha Rockwell Jana Hlavaty Terry Porter Twila Hinkle | Sztafeta 4 × 5 km | 1:17:58,18          | 9.                  |

### Bobsleje
Mężczyźni
| Osada  | Zawodnik                                                      | Konkurencja | Ślizg 1 | Ślizg 2 | Ślizg 3 | Ślizg 4 | Łącznie | Pozycja |
| ------ | ------------------------------------------------------------- | ----------- | ------- | ------- | ------- | ------- | ------- | ------- |
| USA-I  | James Morgan Thomas Becker                                    | Dwójki      | 57,68   | 57,63   | 57,66   | 57,79   | 3:50,76 | 14.     |
| USA-II | Brent Rushlaw John Proctor                                    | Dwójki      | 58,07   | 58,27   | 57,79   | 57,89   | 3:52,02 | 19.     |
| USA-I  | Jamesy Morgan Peter Brennan John Proctor Thomas Becker        | Czwórki     | 56,09   | 56,08   | 56,96   | 57,59   | 3:46,72 | 15.     |
| USA-I  | William Hollrock Earl Frisbie Frederick Fritsch Philip Duprey | Czwórki     | 56,61   | 56,86   | 57,89   | 58,35   | 3:49,71 | 19.     |

### Hokej na lodzie
Reprezentacja mężczyzn
| - Steven Alley - Daniel Bolduc - Blane Comstock - Robert Dobek - Robert Harris - Jeffrey Hymanson - Paul Jensen - Steven Jensen - Richard Lamby |  | - Robert Lundeen - Robert Miller - Douglas Ross - Gary Ross - William Schneider - Stephen Sertich - John Taft - Theodore Thorndike - James Warden |

Reprezentacja Stanów Zjednoczonych w rundzie kwalifikacyjnej pokonała zespół Jugosławii 8:4 i tym samym wzięła udział w rozgrywkach grupy A turnieju olimpijskiego, w której zajęła 5. miejsce.

#### Runda pierwsza
| 4 lutego 1976 | Stany Zjednoczone | 8:4 | Jugosławia |  |

|  |  |  |  |  |

### Grupa A
| Drużyna           | M | Mecze | Mecze | Mecze | Bramki | Bramki | Bramki | Pkt | Uwagi |
| Drużyna           | M | W     | R     | P     | +      | –      | +/−    | Pkt | Uwagi |
| ----------------- | - | ----- | ----- | ----- | ------ | ------ | ------ | --- | ----- |
| ZSRR              | 5 | 5     | 0     | 0     | 40     | 11     | +29    | 10  |       |
| Czechosłowacja    | 5 | 3     | 0     | 1     | 17     | 10     | +7     | 6   |       |
| RFN               | 5 | 2     | 0     | 3     | 21     | 24     | -3     | 4   |       |
| Finlandia         | 5 | 2     | 0     | 3     | 19     | 18     | +1     | 4   |       |
| Stany Zjednoczone | 5 | 2     | 0     | 3     | 15     | 21     | -6     | 4   |       |
| Polska            | 5 | 0     | 0     | 4     | 9      | 37     | -28    | 0   |       |

Wyniki
| 6 lutego 1976 | ZSRR | 6:2 | Stany Zjednoczone |  |

|  |  |  |  |  |

| 8 lutego 1976 | Czechosłowacja | 5:0 | Stany Zjednoczone |  |

|  |  |  |  |  |

| 10 lutego 1976 | Stany Zjednoczone | 5:4 | Finlandia |  |

|  |  |  |  |  |

| 12 lutego 1976 | Stany Zjednoczone | 7:2 | Polska |  |

|  |  | (3:1, 1:1, 3:0) |

| 14 lutego 1976 | RFN | 4:1 | Stany Zjednoczone |  |

|  |  |  |  |  |

### Kombinacja norweska
Mężczyźni
| Zawodnik         | Konkurencja   | Bieg narciarski | Bieg narciarski | Bieg narciarski | Skoki narciarskie | Skoki narciarskie | Skoki narciarskie | Skoki narciarskie | Skoki narciarskie | Skoki narciarskie | Skoki narciarskie | Skoki narciarskie | Łącznie | Pozycja |
| Zawodnik         | Konkurencja   | Czas biegu      | Pozycja         | Punkty          | Skok 1            | Nota              | Skok 2            | Nota              | Skok 3            | Nota              | Punkty            | Pozycja           | Łącznie | Pozycja |
| ---------------- | ------------- | --------------- | --------------- | --------------- | ----------------- | ----------------- | ----------------- | ----------------- | ----------------- | ----------------- | ----------------- | ----------------- | ------- | ------- |
| James Galanes    | Indywidualnie | 50:34,71        | 15.             | 197,03          | 68,0              | 88,6              | 71,0              | 90,6              | 73,0              | 93,5              | 184,1             | 25.               | 381,13  | 17.     |
| Michael Devecka  | Indywidualnie | 51:06,38        | 18.             | 192,28          | 62,0              | 77,0              | 61,0              | 69,6              | 64,0              | 74,6              | 151,6             | 32.               | 343,88  | 28.     |
| Walter Malmquist | Indywidualnie | 54:40,40        | 30.             | 160,17          | 63,0              | 80,1              | 70,0              | 90,0              | 71,0              | 91,3              | 181,3             | 26.               | 341,47  | 29.     |

### Łyżwiarstwo figurowe
| Zawodnik                      | Konkurencja     | Nota   | Pozycja |
| ----------------------------- | --------------- | ------ | ------- |
| Dorothy Hamill                | Solistki        | 193,80 | złoto   |
| Wendy Burge                   | Solistki        | 182,14 | 6.      |
| Linda Fratianne               | Solistki        | 181,86 | 8.      |
| David Santee                  | Soliści         | 184,28 | 6.      |
| Terry Kubicka                 | Soliści         | 183,30 | 7.      |
| Colleen O’Connor James Millns | Tańce na lodzie | 202,64 | brąz    |
| Judi Genovesi Douglas Weigle  | Tańce na lodzie | 168,26 | 15.     |
| Susie Kelley Andrew Stroukoff | Tańce na lodzie | 165,12 | 17.     |
| Tai Babilonia Randy Gardner   | Pary sportowe   | 134,24 | 5.      |
| Alice Cook William Fauver     | Pary sportowe   | 119,36 | 12.     |

### Łyżwiarstwo szybkie
Mężczyźni
| Zawodnik         | Konkurencja   | Konkurencja   | Konkurencja    | Konkurencja    | Konkurencja    | Konkurencja    | Konkurencja    | Konkurencja    | Konkurencja      | Konkurencja      |
| Zawodnik         | Bieg na 500 m | Bieg na 500 m | Bieg na 1000 m | Bieg na 1000 m | Bieg na 1500 m | Bieg na 1500 m | Bieg na 5000 m | Bieg na 5000 m | Bieg na 10 000 m | Bieg na 10 000 m |
| Zawodnik         | Czas          | Miejsce       | Czas           | Miejsce        | Czas           | Miejsce        | Czas           | Miejsce        | Czas             | Miejsce          |
| ---------------- | ------------- | ------------- | -------------- | -------------- | -------------- | -------------- | -------------- | -------------- | ---------------- | ---------------- |
| Daniel Immerfall | 39,54         | brąz          | 1:21,74        | 12.            |                |                |                |                |                  |                  |
| Daniel Carroll   |               |               | 1:27,37        | 28.            | 2:02,26        | 5.             | 7:36,46        | 6.             | 15:19,29         | 7.               |
| Peter Mueller    | 39,57         | 5.            | 1:19,32        | złoto          |                |                |                |                |                  |                  |
| James Chapin     | 40,09         | 10.           |                |                |                |                |                |                |                  |                  |
| Eric Heiden      |               |               |                |                | 2:02,40        | 7.             | 7:59,00        | 19.            |                  |                  |
| Charles Gilmore  |               |               |                |                |                |                |                |                | 16:26,35         | 19.              |
| Michael Woods    |               |               |                |                | 2:08,77        | 23.            | 7:48,08        | 12.            | 15:53,42         | 12.              |

Kobiety
| Zawodniczka        | Konkurencja   | Konkurencja   | Konkurencja         | Konkurencja         | Konkurencja    | Konkurencja    | Konkurencja    | Konkurencja    |
| Zawodniczka        | Bieg na 500 m | Bieg na 500 m | Bieg na 1000 m      | Bieg na 1000 m      | Bieg na 1500 m | Bieg na 1500 m | Bieg na 3000 m | Bieg na 3000 m |
| Zawodniczka        | Czas          | Miejsce       | Czas                | Miejsce             | Czas           | Miejsce        | Czas           | Miejsce        |
| ------------------ | ------------- | ------------- | ------------------- | ------------------- | -------------- | -------------- | -------------- | -------------- |
| Sheila Young       | 42,76         | złoto         | 1:29,14             | brąz                | 2:17,06        | srebro         |                |                |
| Leah Poulos        | 43,21         | 4.            | 1:28,57             | srebro              | 2:19,11        | 6.             |                |                |
| Lori Monk          | 44,00         | 9.            |                     |                     |                |                |                |                |
| Margaret Crowe     |               |               | Nie ukończyła biegu | Nie ukończyła biegu |                |                |                |                |
| Cynthia Seikkula   |               |               |                     |                     | 2:24,06        | 17.            | 4:57,57        | 17.            |
| Nancy Swider-Peltz |               |               |                     |                     |                |                | 4:48,46        | 7.             |
| Beth Heiden        |               |               |                     |                     |                |                | 4:51,67        | 11.            |

### Narciarstwo alpejskie
Mężczyźni
| Zawodnik        | Konkurencja | Konkurencja | Konkurencja       | Konkurencja       | Konkurencja   | Konkurencja   | Konkurencja               | Konkurencja               | Konkurencja               | Konkurencja               |
| Zawodnik        | Zjazd       | Zjazd       | Slalom gigant     | Slalom gigant     | Slalom gigant | Slalom gigant | Slalom specjalny          | Slalom specjalny          | Slalom specjalny          | Slalom specjalny          |
| Zawodnik        | Czas        | Pozycja     | Czas 1. przejazdu | Czas 2. przejazdu | Czas łączny   | Pozycje       | Czas 1. przejazdu         | Czas 2. przejazdu         | Czas łączny               | Pozycja                   |
| --------------- | ----------- | ----------- | ----------------- | ----------------- | ------------- | ------------- | ------------------------- | ------------------------- | ------------------------- | ------------------------- |
| Andy Mill       | 1:47,06     | 6.          |                   |                   |               |               |                           |                           |                           |                           |
| Greg Jones      | 1:47,84     | 11.         | 1:48,09           | 1:43,68           | 3:31,77       | 9.            | 1:05,05                   | 1:07,66                   | 2:12,71                   | 19.                       |
| James Patterson | 1:47,94     | 13.         |                   |                   |               |               |                           |                           |                           |                           |
| Karl Anderson   | 1:49,08     | 24.         |                   |                   |               |               |                           |                           |                           |                           |
| Phil Mahre      |             |             | 1:45,58           | 1:42,62           | 3:28,20       | 5.            | 1:04,80                   | 1:06,97                   | 2:11,77                   | 18.                       |
| Steven Mahre    |             |             | 1:47,80           | 1:45,96           | 3:33,76       | 13.           |                           |                           |                           |                           |
| Cary Adgate     |             |             | 1:48,64           | 1:47,77           | 3:36,41       | 21.           | 1:03,06                   | 1:06,47                   | 2:09,53                   | 13.                       |
| Geoffrey Bruce  |             |             |                   |                   |               |               | Nie ukończył 1. przejazdu | Nie ukończył 1. przejazdu | Nie ukończył 1. przejazdu | Nie ukończył 1. przejazdu |

Kobiety
| Zawodniczka     | Konkurencja | Konkurencja | Konkurencja   | Konkurencja   | Konkurencja       | Konkurencja               | Konkurencja               | Konkurencja               |
| Zawodniczka     | Zjazd       | Zjazd       | Slalom gigant | Slalom gigant | Slalom specjalny  | Slalom specjalny          | Slalom specjalny          | Slalom specjalny          |
| Zawodniczka     | Czas        | Pozycja     | Czas          | Pozycja       | Czas 1. przejazdu | Czas 2. przejazdu         | Czas łączny               | Pozycja                   |
| --------------- | ----------- | ----------- | ------------- | ------------- | ----------------- | ------------------------- | ------------------------- | ------------------------- |
| Cindy Nelson    | 1:47,50     | brąz        | 1:32,02       | 21.           | 49,52             | 47,81                     | 1:37,33                   | 13.                       |
| Susan Patterson | 1:49,37     | 14.         |               |               |                   |                           |                           |                           |
| Leslie Smith    | 1:52,98     | 26.         | 1:34,54       | 28.           |                   |                           |                           |                           |
| Linday Cochran  |             |             | 1:31,33       | 12.           | 47,96             | 45,28                     | 1:33,24                   | 6.                        |
| Mary Seaton     |             |             | 1:31,58       | 17.           | 49,04             | 46,83                     | 1:35,87                   | 10.                       |
| Abigail Fisher  |             |             |               |               | 50,34             | Nie ukończyła konkurencji | Nie ukończyła konkurencji | Nie ukończyła konkurencji |

### Saneczkarstwo
Mężczyźni
| Zawodnik                         | Konkurencja | Ślizg 1 | Ślizg 2 | Ślizg 3 | Ślizg 4 | Łącznie  | Pozycja |
| -------------------------------- | ----------- | ------- | ------- | ------- | ------- | -------- | ------- |
| Richard Cavanaugh                | Jedynki     | 56,186  | 55,669  | 54,572  | 54,930  | 3:41,357 | 25.     |
| James Murray                     | Jedynki     | 56,369  | 55,554  | 55,142  | 55,187  | 3:42,152 | 26.     |
| Terance O’Brien                  | Jedynki     | 56,366  | 55,647  | 55,172  | 55,351  | 3:42,536 | 28.     |
| Robert Berkley Richard Cavanaugh | Dwójki      | 46,455  | 45,554  |         |         | 1:32,009 | 23.     |
| James Moriarty John Fee          | Dwójki      | 46,075  | 45,965  |         |         | 1:32,040 | 24.     |

Kobiety
| Zawodnik         | Konkurencja | Ślizg 1 | Ślizg 2 | Ślizg 3 | Ślizg 4 | Łącznie  | Pozycja |
| ---------------- | ----------- | ------- | ------- | ------- | ------- | -------- | ------- |
| Kathleen Homstad | Jedynki     | 45,413  | 45,155  | 44,943  | 45,346  | 3:01,351 | 21.     |
| Karen Roberts    | Jedynki     | 46,366  | 46,142  | 45,581  | 45,994  | 3:04,083 | 24.     |
| Maura Haponski   | Jedynki     | 46,547  | 45,877  | 45,818  | 46,329  | 3:04,571 | 25.     |

### Skoki narciarskie
Mężczyźni
| Konkurencja            | Skoczek             | Skok 1    | Skok 1 | Skok 2    | Skok 2 | Nota  | Pozycja |
| Konkurencja            | Skoczek             | odległość | Nota   | odległość | Nota   | Nota  | Pozycja |
| ---------------------- | ------------------- | --------- | ------ | --------- | ------ | ----- | ------- |
| Skocznia normalna K-84 | James Denney        | 79,0      | 110,7  | 76,5      | 108,2  | 218,9 | 21.     |
| Skocznia normalna K-84 | Jerry Martin        | 78,0      | 109,6  | 74,5      | 103,0  | 212,6 | 27.     |
| Skocznia normalna K-84 | Gregory Windsperger | 76,0      | 103,9  | 75,5      | 104,1  | 208,0 | 34.     |
| Skocznia normalna K-84 | Kip Sundgaard       | 68,0      | 89,6   | 67,0      | 88,0   | 177,6 | 53.     |
| Skocznia duża K-104    | James Denney        | 89,0      | 99,1   | 85,0      | 92,0   | 191,1 | 18.     |
| Skocznia duża K-104    | Terry Kern          | 88,0      | 89,7   | 85,0      | 86,5   | 176,2 | 30.     |
| Skocznia duża K-104    | Jerry Martin        | 85,0      | 94,0   | 78,0      | 81,7   | 175,7 | 32.     |
| Skocznia duża K-104    | James Maki          | 85,0      | 89,0   | 81,0      | 82,4   | 171,4 | 36.     |